# 黄烷-4-醇
黄烷-4-醇是一种有机化合物，分子式C15H14O2，是许多黄酮类化合物的结构母体，可在一些高粱屬（学名：sorghum）植物中发现。